# Paul Scalich

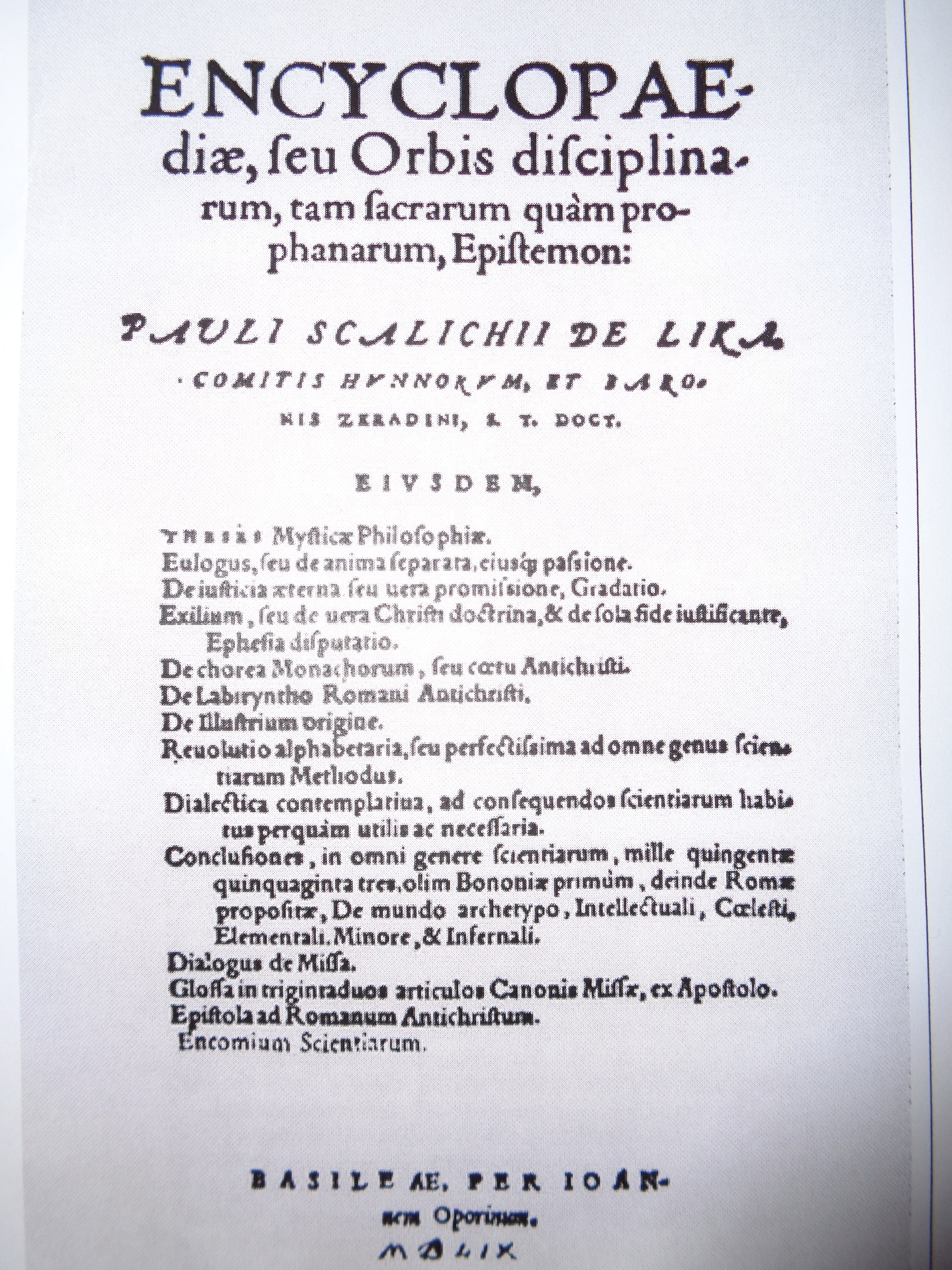
Portada de l'enciclopèdia Encyclopaedia seu orbis disciplinarum tam sacrarum quam prophanarum epistemon de 1559

Paul Scalich (1534–1573), també conegut com a Stanislav Pavao Skalić o Paulus Scalichius de Lika, fou un enciclopedista, humanista del Renaixement i aventurer nascut a Zagreb, Croàcia, i que va viure part de la seva vida a Alemanya. El seu cognom pot ser escrit de diverses maneres; p. ex., en anglès, Skalich, Scalich, Scaliger; en llatí, Scalichius o Scaligius; i en castellà, Scalitzius.
Skalić estudià filosofia i teologia a Viena i més tard voltà per Europa. Va viure a Bologna, Roma, Bohèmia, Polònia, França i Alemanya, entre altres llocs.
El seu llibre Encyclopaedia seu orbis disciplinarum tam sacrarum quam prophanarum epistemon ("Enciclopèdia, o Coneixement del Món de Disciplines"; Basel, 1559) és el primer llibre titulat com a enciclopèdia. Robert Collison va escriure més tard que estava mal escrita, i que avui dia només era important perquè feia servir el mot enciclopèdia, i que Joachim Sterck van Ringelbergh havia fet servir la paraula cyclopaedia per descriure el seu treball el 1541 Scalich també va escriure un tractat sobre música: Dialogus de Lyra (Colònia, 1570).
Ell i el predicador Johann Funck van influenciar molt Albert (1490-1568), primer duc de Prússia, i esdevingué ric. Diferències religioses amb el rei de Polònia van causar l'execució de Funck i l'ascens de Skalić.

## Nacionalitat
Hi ha diverses possibles nacionalitats de Scalich. M. Girardi-Karšulin de la Universitat de Zagreb diu que era croat, com també Darko Žubrinić. Tanmateix, moltes enciclopèdies angleses modernes, com l'Encyclopædia Britannica, la Grolier Multimedia Encyclopaedia, i l'Encarta diuen que era alemany. Això podria ser perquè va viure mentre Lika i la resta de Croàcia formven part de la monarquia dels Habsburg, tot i que, com s'ha dit prèviament, va passar major part de la seva vida a Alemanya.
Altres fonts més velles com l'enciclopèdia espanyola Enciclopedia universal ilustrada europeoamericana (Espasa) (vol. 19, (1930) pàgina 1166) diuen que és un comte hongarès ("y esta voz, ya latinizada, se emplea en el rótulo de la obra del conde húngaro Scalitzus"). L'Encyclopædia Britannica Eleventh Edition (1910–1911), a la pàgina 189 diu el mateix, parlant d'ell com a "Paulus Scalichius de Lika, un comte hongarès".